# M (lettre)
Pour les articles homonymes, voir M.
Cette page contient des caractères spéciaux ou non latins. S’ils s’affichent mal (▯, ?, etc.), consultez la page d’aide Unicode.
M est la 13e lettre et la 10e consonne de l'alphabet latin. Elle représente généralement une consonne nasale (le voile du palais s'abaisse lorsque la lettre est prononcée), occlusive et bilabiale.

## Histoire
| n |

| n |

- M correspond au μ (mu) des Grecs qui dérivait lui-même du mem phénicien.
- M est un nom féminin quand on prononce cette lettre èmm'  et masculin quand on la prononce me. Toutefois, en France, èmm'  semble être la prononciation la plus en usage et une écrasante majorité de la population considère ce nom ainsi prononcé comme masculin, la plupart des dictionnaires faisant peu à peu de même, sauf le Littré. Remarque : il en est ainsi pour les lettres F, H, L, M, N, R, et S.

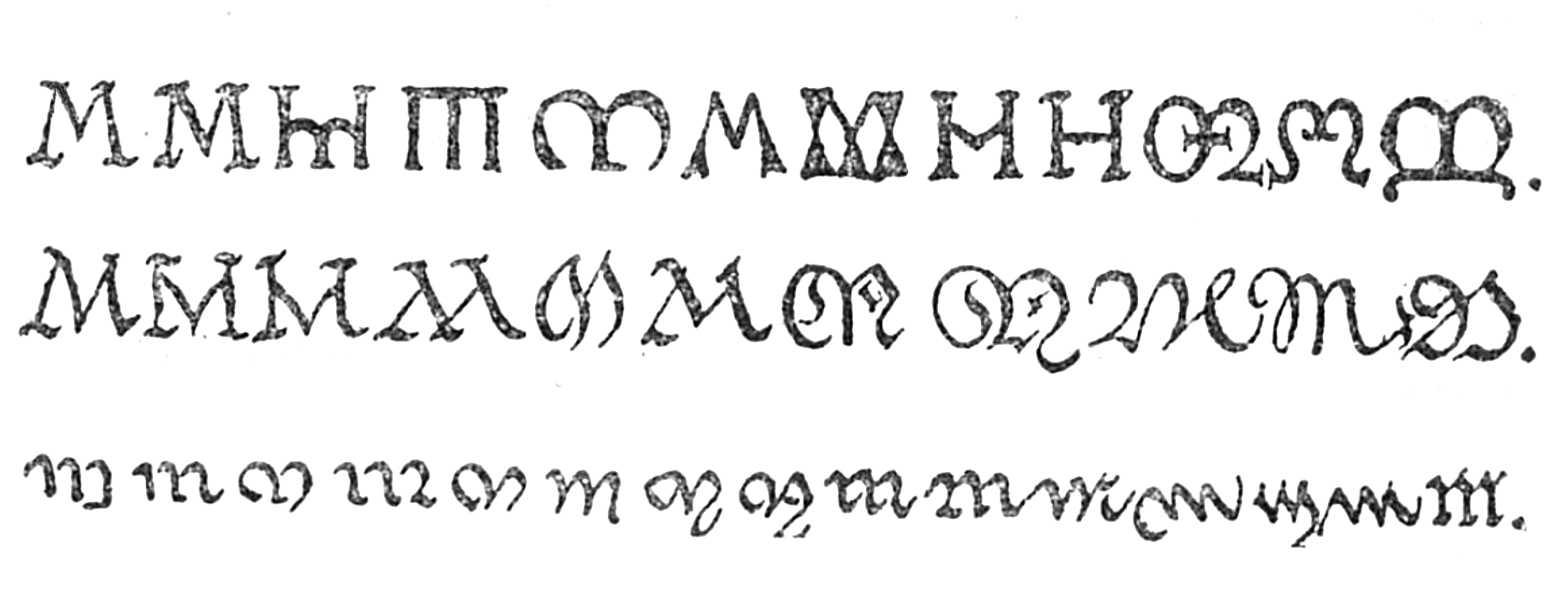
Formes majuscules et minuscules manuscrites de la lettre M dans le Dictionnaire des abréviations latines et française d’Alphonse Chassant.

## Tracé
On trouve couramment plusieurs variantes du « M » (haut-de-casse) :
- avec les hampes latérales :
  - verticales et parallèles
  - inclinées
- avec la pointe :
  - sur la ligne de base
  - au-dessus de la ligne de base

|                     | hampes verticales      | hampes inclinées             |
| pointe sur la ligne | Arial, Helvetica, etc. | Futura, Trebuchet, etc.      |
| pointe au-dessus    | Gill Sans, FF DIN      | (rare) Access Pro, Cambridge |

## Codage

### Informatique
| Lettre                   | M                        | M                        | m                         | m                         |
| ------------------------ | ------------------------ | ------------------------ | ------------------------- | ------------------------- |
| Nom Unicode              | Lettre capitale latine M | Lettre capitale latine M | Lettre minuscule latine M | Lettre minuscule latine M |
| Encodage                 | décimal                  | hexadécimal              | décimal                   | hexadécimal               |
| ASCII, ISO 8859, Unicode | 77                       | 4D                       | 109                       | 6D                        |
| EBCDIC                   | 212                      | D4                       | 148                       | 94                        |

### Radio
- Épellation alphabet radio
  - international : Mike
  - allemand : Martha
- En alphabet morse dans lequel la lettre M vaut « -- »

### Autres
| Signalisation | Signalisation | Langue des signes | Langue des signes | Écriture Braille |
| Pavillon      | Sémaphore     | française         | québécoise        | Écriture Braille |
| ------------- | ------------- | ----------------- | ----------------- | ---------------- |
|               |               |                   |                   |                  |